# Bingera National Park
Bingera National Park är en park i Australien. Den ligger i delstaten Queensland, omkring 280 kilometer norr om delstatshuvudstaden Brisbane. Bingera National Park ligger 49 meter över havet.
Runt Bingera National Park är det mycket glesbefolkat, med 4 invånare per kvadratkilometer.. Närmaste större samhälle är Thabeban, omkring 17 kilometer norr om Bingera National Park.
I omgivningarna runt Bingera National Park växer huvudsakligen savannskog. Genomsnittlig årsnederbörd är 1 178 millimeter. Den regnigaste månaden är mars, med i genomsnitt 261 mm nederbörd, och den torraste är september, med 20 mm nederbörd.